# Ardisia revoluta
Ardisia revoluta Kunth – gatunek roślin z rodziny pierwiosnkowatych (Primulaceae). Występuje naturalnie w Meksyku, Belize, Gwatemali, Hondurasie, Salwadorze, Nikaragui, Kostaryce, Panamie oraz Kolumbii. 

## Morfologia
PokrójZimozielone drzewo dorastające do 8–18 m wysokości, tworzący rozłogi.
LiścieBlaszka liściowa ma odwrotnie jajowaty, eliptyczny lub lancetowaty kształt. Mierzy 8,8–22 cm długości oraz 3,5–8 cm szerokości, jest całobrzega, ma nasadę zbiegającą po ogonku i spiczasty wierzchołek. Ogonek liściowy jest nagi i ma 6–15 mm długości.
KwiatyZebrane w wiechach wyrastających na szczytach pędów. Mają działki kielicha o owalnym kształcie i dorastające do 1 mm długości. Płatki są lancetowate i mają białą barwę oraz 10 mm długości.
OwocPestkowce mierzące 4-5 mm średnicy, o kulistym kształcie.

## Biologia i ekologia
Rośnie w lasach, na wysokości do 1000 m n.p.m.